# San Marino Calcio 2013-2014

## Stagione
Nella stagione 2013-2014 il San Marino disputa il girone A del campionato di Lega Pro, con 24 punti ottiene il quindicesimo posto finale. Non sono previste retrocessioni per la riforma della Lega Pro. La squadra biancoazzurra si piazza all'ultimo posto con 10 punti nel girone di andata, mentre nel girone di ritorno raccoglie 14 punti. Nella Coppa Italia di Lega Pro il San Marino disputa il girone I di qualificazione, che ha promosso il Santarcangelo.

## Organigramma societario
Area direttiva
- Presidente e Direttore Generale: Luca Mancini
- Direttore Tecnico: Gabriele Lucchi
- Responsabile Amministrazione: Marusia Giannini

Area organizzativa
- Team Manager e Delegato Rapporti Tifoseria: Matteo Visani
- Relazioni interne e stampa: Massimo Andreatini
- Responsabile Marketing: Lorenzo Colombi

Area tecnica
- Allenatore: Agatino Cuttone
- Allenatore in seconda: Alex Covelo
- Direttore Sportivo: Armando Ortoli
- Preparatore dei portieri: Loris Martinini
- Preparatore atletico: Daniele Farnedi
- Responsabile Settore Giovanile: Giuseppe Maiani

Area sanitaria
- Medico Sociale: Dott. Walter Pasini
- Fisioterapisti: Davide Lodovicchetti, Andrea Zamagni

## Rosa
Rosa tratta dal sito ufficiale del San Marino Calcio.
| N. |                    | Ruolo | Calciatore          |
| -- | ------------------ | ----- | ------------------- |
|    | Italia (bandiera)  | P     | Giacomo Venturi     |
|    | Italia (bandiera)  | P     | Gianluca Vivan      |
|    | Italia (bandiera)  | D     | Gabriele Farina     |
|    | Italia (bandiera)  | D     | Alessandro Fogacci  |
|    | Italia (bandiera)  | D     | Vittorio Ferrero    |
|    | Italia (bandiera)  | D     | Luca Valeriani      |
|    | Italia (bandiera)  | D     | Marco Paolini       |
|    | Spagna (bandiera)  | D     | Juan Cruz           |
|    | Italia (bandiera)  | D     | Gianluigi Bamonte   |
|    | Italia (bandiera)  | D     | Filippo Fabbri      |
|    | Italia (bandiera)  | D     | Simone Guarco       |
|    | Italia (bandiera)  | D     | Cristiano Spirito   |
|    | Italia (bandiera)  | D     | Luca Russo          |
|    | Brasile (bandiera) | C     | Yago Del Piero      |
|    | Italia (bandiera)  | C     | Federico Filippucci |

| N. |                       | Ruolo | Calciatore                |  |
| -- | --------------------- | ----- | ------------------------- |  |
|    | Italia (bandiera)     | C     | Luca Magnanelli           |  |
|    | Italia (bandiera)     | C     | Marco Marchesi            |  |
|    | Italia (bandiera)     | C     | Gabriele Pacciardi        |  |
|    | Italia (bandiera)     | C     | Luca Pigini               |  |
|    | Italia (bandiera)     | C     | Stefano Sensi             |  |
|    | Montenegro (bandiera) | A     | Sasa Cicarevic            |  |
|    | Italia (bandiera)     | A     | Lorenzo Crocetti          |  |
|    | Italia (bandiera)     | A     | Gianluca Draghetti        |  |
|    | Spagna (bandiera)     | A     | Manuel Gavilán            |  |
|    | Italia (bandiera)     | A     | Mattia Graffiedi          |  |
|    | Italia (bandiera)     | A     | Nicolò Lolli              |  |
|    | Italia (bandiera)     | A     | Marco Villanova           |  |
|    | Italia (bandiera)     | A     | Davide Poletti (capitano) |  |
|    | Italia (bandiera)     | A     | Moreno Berretta           |  |

## Calciomercato

### Sessione estiva(dal 1/7 al 31/8)
| Acquisti | Acquisti       | Acquisti | Acquisti |
| R.       | Nome           | da       | Modalità |
| -------- | -------------- | -------- | -------- |
| A        | Manuel Gavilán | Bologna  | prestito |

| Cessioni | Cessioni | Cessioni | Cessioni |
| R.       | Nome     | a        | Modalità |
| -------- | -------- | -------- | -------- |

### Sessione invernale(dal 3/1 al 31/1)
| Acquisti | Acquisti          | Acquisti | Acquisti   |
| R.       | Nome              | da       | Modalità   |
| -------- | ----------------- | -------- | ---------- |
| D        | Vittorio Ferrero  | Lecce    | definitivo |
| D        | Luca Valeriani    | Rimini   | definitivo |
| D        | Cristiano Spirito | Parma    | prestito   |
| A        | Moreno Berretta   | Paganese | prestito   |

| Cessioni | Cessioni | Cessioni | Cessioni |
| R.       | Nome     | a        | Modalità |
| -------- | -------- | -------- | -------- |

## Risultati

### Lega Pro Prima Divisione

#### Girone di andata
| Arbitro: | Morreale (Roma) |

|  |           |                                                        |
|  | Marcatori | 36’ Teso 45+1’ Mancuso 58’ Beltrame 66’, 68’ Pescatore |

| Arbitro: | Baldicchi (Città di Castello) |

|                                   |           |  |
| Zanetti 27’ Antonelli Agomeri 45’ | Marcatori |  |

| Arbitro: | Aversano (Treviso) |

|                          |           |  |
| Pacciardi 4’ Sensi 90+4’ | Marcatori |  |

| Arbitro: | Rasia (Bassano del Grappa) |

|  |           |              |
|  | Marcatori | 90+2’ Guarco |

| Arbitro: | Vesprini (Macerata) |

|             |           |                        |
| Poletti 50’ | Marcatori | 34’ Bruccini 76’ Nossa |

| Arbitro: | Colarossi (Roma) |

|                 |           |  |
| Torregrossa 65’ | Marcatori |  |

| Arbitro: | Cangiano (Napoli) |

|               |           |            |
| Pacciardi 83’ | Marcatori | 33’ Virdis |

| Arbitro: | Rossi (Rovigo) |

|                                                     |           |  |
| Scaglia 25’ E. Marchi 35’ Cruz 77’ (aut.) Erpen 82’ | Marcatori |  |

| Arbitro: | Dei Giudici (Latina) |

|              |           |  |
| Crocetti 34’ | Marcatori |  |

| Arbitro: | Pagliardini (Arezzo) |

|  |           |                  |
|  | Marcatori | 31’ A. Brighenti |

| Arbitro: | Greco (Lecce) |

|                      |           |  |
| César 16’ Guerra 22’ | Marcatori |  |

| Arbitro: | Guarino (Caltanissetta) |

|  |           |                                            |
|  | Marcatori | 28’ Marsura 46’ T. Ceccarelli 53’ Miracoli |

| Arbitro: | Formato (Benevento) |

|                         |           |           |
| Bocalon 19’, 83’ (rig.) | Marcatori | Draghetti |

| Arbitro: | Balice (Termoli) |

|  |           |                                         |
|  | Marcatori | 30’ Dell'Agnello 48’ Furlan 75’ Corazza |

| Arbitro: | Brasi (Lecco) |

|                |           |  |
| Mustacchio 64’ | Marcatori |  |

#### Girone di ritorno
| Arbitro: | Giovani (Grosseto) |

|                                          |           |                                                      |
| Merini 26’ (52) Beltrame 47’ Cellini 71’ | Marcatori | 35’ Poletti 60’ Villanova 81’ Draghetti 86’ Crocetti |

| Arbitro: | Martinelli (Roma) |

|                         |           |                         |
| Crocetti 5’ Gavilán 14’ | Marcatori | 37’ Viapiana 79’ Alessi |

| Como 19 gennaio 2014, ore 14:30 CEST 18ª giornata | Como            | 0 – 0 referto | San Marino | Stadio Giuseppe Sinigaglia (1336 spett.)\| Arbitro: \| Mancini (Fermo) \| |
| Arbitro:                                          | Mancini (Fermo) |               |            |                                                                           |

| Serravalle 26 gennaio 2014, ore 14:30 CEST 19ª giornata | San Marino              | 0 – 0 referto | Pavia | Stadio Olimpico di Serravalle (400 spett.)\| Arbitro: \| Guarino (Caltanissetta) \| |
| Arbitro:                                                | Guarino (Caltanissetta) |               |       |                                                                                     |

| Arbitro: | Marinelli (Tivoli) |

|                   |           |          |
| Serafini 36’, 42’ | Marcatori | 17’ Cruz |

| Arbitro: | Boggi (Salerno) |

|  |           |              |
|  | Marcatori | 19’ Bernardi |

| Savona 23 febbraio 2014, ore 14:30 CEST 22ª giornata | Savona      | 0 – 0 referto | San Marino | Stadio Valerio Bacigalupo (935 spett.)\| Arbitro: \| Giua (Pisa) \| |
| Arbitro:                                             | Giua (Pisa) |               |            |                                                                     |

| Serravalle 2 marzo 2014, ore 14:30 CEST 23ª giornata | San Marino         | 0 – 0 referto | Pro Vercelli | Stadio Olimpico di Serravalle (300 spett.)\| Arbitro: \| Giovani (Grosseto) \| |
| Arbitro:                                             | Giovani (Grosseto) |               |              |                                                                                |

| Bergamo 9 marzo 2014, ore 14:30 CEST 24ª giornata | AlbinoLeffe       | 0 – 0 referto | San Marino | Stadio Atleti Azzurri d'Italia (400 spett.)\| Arbitro: \| L. Rossi (Rovigo) \| |
| Arbitro:                                          | L. Rossi (Rovigo) |               |            |                                                                                |

| Arbitro: | Capilungo (Lecce) |

|                               |           |  |
| Della Rocca 34’ Françoise 55’ | Marcatori |  |

| Arbitro: | Pagliardini (Arezzo) |

|                         |           |           |
| Guarco 24’ Berretta 48’ | Marcatori | 2’ Guazzo |

| Arbitro: | Giovani (Grosseto) |

|                                           |           |              |
| T. Ceccarelli 30’, 78’ Pinardi 41’ (rig.) | Marcatori | 7’ Pacciardi |

| Arbitro: | Dei Giudici (Latina) |

|                         |           |                        |
| Cicarevic 52’ Lolli 80’ | Marcatori | 90+1’ (rig.) Franchini |

| Arbitro: | Proietti (Terni) |

|                           |           |               |
| Turchetta 11’ Minesso 43’ | Marcatori | 56’ Cicarevic |

| Arbitro: | Marinelli (Tivoli) |

|                       |           |                             |
| Poletti 62’ Sensi 67’ | Marcatori | 28’ Padalino 37’ Mustacchio |

### Coppa Italia Lega Pro

#### Fase 1 ad eliminazione diretta

##### Girone I
| Arbitro: | Prontera (Bologna) |

|  |           |                            |
|  | Marcatori | 7’ Pasi 23’ (rig.) Piccoli |

| Arbitro: | Panarese (Lecce) |

|               |           |                         |
| Terrenzio 84’ | Marcatori | 30’ Lolli 37’ Villanova |

## Statistiche
Statistiche aggiornate al 13 aprile 2014.

### Statistiche di squadra
| Competizione             | Punti | In casa | In casa | In casa | In casa | In casa | In casa | In trasferta | In trasferta | In trasferta | In trasferta | In trasferta | In trasferta | Totale | Totale | Totale | Totale | Totale | Totale |
| Competizione             | Punti | G       | V       | N       | P       | Gf      | Gs      | G            | V            | N            | P            | Gf           | Gs           | G      | V      | N      | P      | Gf     | Gs     |
| ------------------------ | ----- | ------- | ------- | ------- | ------- | ------- | ------- | ------------ | ------------ | ------------ | ------------ | ------------ | ------------ | ------ | ------ | ------ | ------ | ------ | ------ |
| Lega Pro Prima Divisione | 24    | 15      | 4       | 5       | 6       | 12      | 22      | 15           | 1            | 4            | 10           | 10           | 25           | 30     | 5      | 9      | 16     | 22     | 47     |
| Coppa Italia Lega Pro    | -     | 1       | 0       | 0       | 1       | 0       | 2       | 1            | 1            | 0            | 0            | 2            | 1            | 2      | 1      | 0      | 1      | 2      | 3      |
| Totale                   | -     | 16      | 4       | 5       | 7       | 12      | 22      | 16           | 2            | 4            | 10           | 12           | 26           | 32     | 6      | 9      | 17     | 24     | 50     |

### Andamento in campionato
| Giornata  | 1 | 2 | 3 | 4 | 5 | 6 | 7 | 8 | 9 | 10 | 11 | 12 | 13 | 14 | 15 | 16 | 17 | 18 | 19 | 20 | 21 | 22 | 23 | 24 | 25 | 26 | 27 | 28 | 29 | 30 |
| --------- | - | - | - | - | - | - | - | - | - | -- | -- | -- | -- | -- | -- | -- | -- | -- | -- | -- | -- | -- | -- | -- | -- | -- | -- | -- | -- | -- |
| Luogo     | C | T | C | T | C | T | C | T | C | C  | T  | C  | T  | C  | T  | T  | C  | T  | C  | T  | C  | T  | C  | T  | T  | C  | T  | C  | T  | C  |
| Risultato | P | P | V | V | P | P | N | P | V | P  | P  | P  | P  | P  | P  | N  | N  | N  | N  | P  | P  | N  | N  | N  | P  | V  | P  | V  | P  | N  |

Fonte:  Prima Divisione A: Classifica, su it.eurosport.yahoo.com, Eurosport.
Legenda:

Luogo: C = Casa; T = Trasferta. Risultato: V = Vittoria; N = Pareggio; P = Sconfitta.